# St. Martin im Innkreis
St. Martin im Innkreis é um município da Áustria localizado no distrito de Ried, no estado de Alta Áustria.